# Пентакостална црква Судана
Пентакостална црква Судана (енгл. Sudan Pentecostal Church) је једна од хришћанских цркава на простору Јужног Судана. Има око 250.000 верника и чланица је Већа цркава Новог Судана.

## Историјат
Прва пентакостална мисија у Судану отпочела је почетком 1970-их година. Започео ју је шведски мисионар из Јенћепинга Таге Јохансон. Већ 1973. године придружили су му се Ленарт Гунарсон и Лена Платебринг. Њих двоје су радили дуги низ година на ширењу вере у овој земљи. Након завршетка рата 2005. године Самјуел и Елизабет Моберг одлазе у Јужни Судан у хуманитарну мисију у градове Џуба, Јеј и Каго Каџу. Пентакостална црква ради на ширењу вере, образовању и помоћи угроженог становништва.

## Устројство
Пентакостална црква Судана има седиште у Картуму и Џуби. Састоји се од Генералне скупштине на челу са надзорником и управног одбора заједно са регионалним већима. Генерални надзорник је Мајкл Табан Торо.